# Бади-Баситт
Бади-Баситт (порт. Bady Bassitt)  —  муниципалитет в Бразилии, входит в штат Сан-Паулу. Составная часть мезорегиона Сан-Жозе-ду-Риу-Прету. Входит в экономико-статистический  микрорегион Сан-Жозе-ду-Риу-Прету. Население составляет 15 861 человек на 2006 год. Занимает площадь 109,587 км². Плотность населения — 144,7 чел./км².
Праздник города —  18 февраля.

## История
Город основан в 1959 году.

## Статистика
- Валовой внутренний продукт на 2003 составляет 84.656.956,00 реалов (данные: Бразильский институт географии и статистики).
- Валовой внутренний продукт на душу населения на 2003 составляет 6.097,45 реалов (данные: Бразильский институт географии и статистики).
- Индекс развития человеческого потенциала на 2000 составляет 0,812 (данные: Программа развития ООН).

## География
Климат местности: субтропический. В соответствии с классификацией Кёппена, климат относится к категории Cfb.